# أسيفلورانول
أسيفلورانول (بالإنجليزية: Acefluranol )‏ عبارة عن عامل مغاير يستخدم في الموجات فوق صوتية .